# Adolfo Daniel Vallejo
Adolfo Daniel Vallejo (* 28. April 2004 in Asunción) ist ein paraguayischer Tennisspieler.

## Karriere
Zwischen 2017 und 2022 spielte Vallejo spielte Vallejo auf der ITF Junior Tour. Dabei nahm er 2021 und 2022 an sechs von acht möglichen Grand-Slam-Turnieren teil, wo sein bestes Resultat im Einzel bei den Australian Open und US Open 2022 jeweils das Halbfinale war. Auch im Doppel schaffte er es 2021 in Wimbledon unter die letzten vier. Einen Schritt weiter ging er Anfang 2022 bei den Australian Open, als er im Finale mit seinem Partner Alex Michelsen der Paarung aus Bruno Kuzuhara und Coleman Wong unterlag. Den größten Titel gewann er im Einzel mit dem Sieg beim prestigeträchtigen Orange Bowl. Ab 2021 gehörte er zur Top-10 der Junioren-Rangliste, im August 2022 sprang er an die Spitze. Bis zum Jahresende fiel er wieder auf Platz 4 ab. Nach Rossana de los Ríos ist Vallejo der zweite Tennisspieler aus seinem Land, der die Nummer 1 in einer Weltrangliste wurde.
Bei den Profis spielte Vallejo schon früh für die paraguayische Davis-Cup-Mannschaft. Von 2019 bis 2023 kam er in jedem Jahr zum Einsatz und gewann fünf seiner acht Matches im Einzel und verlor beide Doppel. Ebenfalls für sein Land spielte er 2022 bei den Südamerikaspielen, als er mit Verónica Cepede Royg die Goldmedaille im Mixed-Wettbewerb gewann. Bei den Panamerikanischen Spielen erreichte er das Viertelfinale des Einzels. Erste Punkte für die Weltrangliste sammelte Vallejo schon 2019 im Doppel, aber erst ab 2022 nahm er regelmäßig an Turnieren, meist der ITF Future Tour, teil. Ihm gelangen der erste Finaleinzug im Einzel sowie drei Titel im Doppel, wodurch er in beiden Ranglisten die Top 1000 durchbrach. 2023 lag sein Fokus erstmals ausschließlich auf Turnieren der Profis, zudem trainierte er fortan an der Rafa Nadal Academy auf Mallorca. Er verlor auch sein zweites Einzelfinale der Future Tour, während er im Doppel seinen vierten Titel einfuhr. Vermehrt nahm Vallejo in diesem Jahr auch an Turnieren der höherdotierten ATP Challenger Tour teil. Bei sonst eher schwächeren Ergebnissen auf dieser Ebene zog er in Santa Fe aus der Qualifikation heraus in sein erstes Challenger-Finale ein, wo er dem Setzlistenersten Mariano Navone unterlag. Im Doppel kam er nur in Lima über die Auftakthürde hinaus, gewann dort mit Gonzalo Bueno aber sofort den Titel. Mitte des Jahres notierte er im Einzel und Doppel jeweils zum ersten Mal in den Top 500 der Welt.

## Erfolge
| Legende (Anzahl der Siege) |
| Grand Slam                 |
| ATP Finals                 |
| ATP Tour Masters 1000      |
| ATP Tour 500               |
| ATP Tour 250               |
| ATP Challenger Tour (2)    |

### Einzel

#### Turniersiege
| Nr. | Datum         | Turnier      | Belag | Finalgegner   | Ergebnis |
| --- | ------------- | ------------ | ----- | ------------- | -------- |
| 1.  | 31. März 2024 | São Leopoldo | Sand  | Enzo Couacaud | 6:3, 6:2 |

### Doppel

#### Turniersiege
| Nr. | Datum           | Turnier | Belag | Partner       | Finalgegner              | Ergebnis |
| --- | --------------- | ------- | ----- | ------------- | ------------------------ | -------- |
| 1.  | 25. August 2023 | Lima    | Sand  | Gonzalo Bueno | Ignacio Buse Jorge Panta | 6:4, 6:2 |